# 水谷イズル
水谷 イズル （みずたに イズル、1961年 - ）は、愛知県在住の現代美術家、映像作家、アートディレクター。AMCアート＆マインドセンター主宰。父は画家の水谷勇夫。

## 来歴
愛知県名古屋市に生まれる。3歳ごろから父の手ほどきで絵を描き始め、日本画や洋画、また古典、近代、現代の区別なく古今東西の美術を学ぶ。父親の影響もあり、幼少期より美術や演劇、舞踏、音楽などに触れる。また、父は土方巽・大野一雄・麿赤兒・唐十郎・李麗仙・杉浦明平・丸山静・松澤宥・池田龍雄・針生一郎・ヨシダ・ヨシエ・中原祐介・中村英樹などと交友があり、自宅を訪れるこれらの人々の影響も受けた。
父の主宰した「なごや絵学校」や「だだっ子創造教室」（創造性教育、幼児教育）「デーラボッチ計画」（野外活動）でインストラクターを務める。
1990年から2000年までの10年間、名古屋テレビ映像（名古屋テレビ放送の子会社）でテレビ番組のディレクターとして番組制作に携わる。歴史番組や社会情報、報道、福祉、教育、美術番組などを製作した。アート活動に軸足を置くために名古屋テレビ映像を退社し、フリーディレクターとして他局の番組を担当する。
2001年ごろから、映像を使ったビデオインスタレーションを制作。さらに、コンピュータを使ったインタラクティブアートなど、幅広い素材を使った作品を発表している。
主な展覧会としては、
2004年 韓国国立現代美術館「Declaration 100 artist for Peace 展」
2009年 茨城県立近代美術館「目を閉じて〜見ることの現在　展」
2010年 国立ロシア美術館「The Sky in art　展」
など

2007年には、第23回芸術創造賞（名古屋市文化振興事業団）受賞
2016年には、愛知県ピンポン外交記念モニュメント（愛知県体育館）のデザインを担当している。
2017年のアスタナ国際博覧会に招聘され。イタリア館およびリトアニア館でライブペインティングを実演した。イタリア館で製作した作品は、イタリア館から上海の万博博物館に寄贈されパーマネントコレクションになっている。
現在は名古屋市文化振興事業団文化芸術活動アドバイザーを務め、名古屋芸術大学や名古屋造形大学の非常勤講師の経験も持つ。
このほか絵画・幼児教育活動としてAMC創造教室を主宰している。